# GayBlade
GayBlade es un videojuego de rol de acción desarrollado por Ryan Best y lanzado en 1992. Es uno de los primeros videojuegos de temática LGBT (precedido en 1989 por Caper in the Castro) y considerado perdido durante mucho tiempo hasta que un esfuerzo de recuperación por parte de LGBTQ Video Game Archive resultó en una emulación jugable en 2020.

## Premisa
El jugador lucha contra hordas de enemigos homofóbicos, incluidos rednecks y skinheads, para rescatar a la emperatriz Nelda y devolverla al Castillo Gaykeep. El jefe final del juego es el comentarista político paleoconservador Pat Buchanan, el oponente más notorio de los derechos de los homosexuales de la época.

## Legado
La serie documental de Netflix de 2020 High Score presentó a Ryan Best y GayBlade en su tercer episodio, sobre los primeros juegos de rol. En el momento de la producción en 2019, Best había perdido todas las copias durante una mudanza de Hawái a San Francisco años antes y había estado buscando alguna desde entonces, lo cual les había dicho a los productores del programa. Como parte de su investigación, el equipo de producción buscó en línea, incluido el contacto con el LGBTQ Video Game Archive (Archivo de Videojuegos LGBTQ), para buscar imágenes y copias. Durante la posproducción, escucharon que una copia del juego había resurgido durante los eventos de clausura de Rainbow Arcade, una exhibición en el Schwules Museum (Museo Gay) en Berlín, como se señaló brevemente en el episodio y se amplió en los informes de noticias el día de lanzamiento de la serie. Best había encontrado una copia perdida antes de que Rainbow Arcade cerrara en mayo de 2019 y posteriormente trabajó con un archivista del Computerspielemuseum Berlin (Museo de Juegos de Computadora de Berlín), el Archivo de Videojuegos LGBTQ, The Strong National Museum of Play e Internet Archive para conservar el juego y proporcionarlo tanto en forma emulada como en versión descargable.